# Macronychus reticulatus
Macronychus reticulatus is een keversoort uit de familie beekkevers (Elmidae). De wetenschappelijke naam van de soort werd in 1998 gepubliceerd door Ciampor & Kodada.